# Mary McAllister
Mary McAllister, também conhecida como Little Mary McAllister, (27 de maio de 1909 - 1 de maio de 1991) foi uma atriz de cinema estadunidense da era do cinema mudo, que começou atuando na infância e atuou em 44 filmes entre 1915 e 1930.

## Biografia

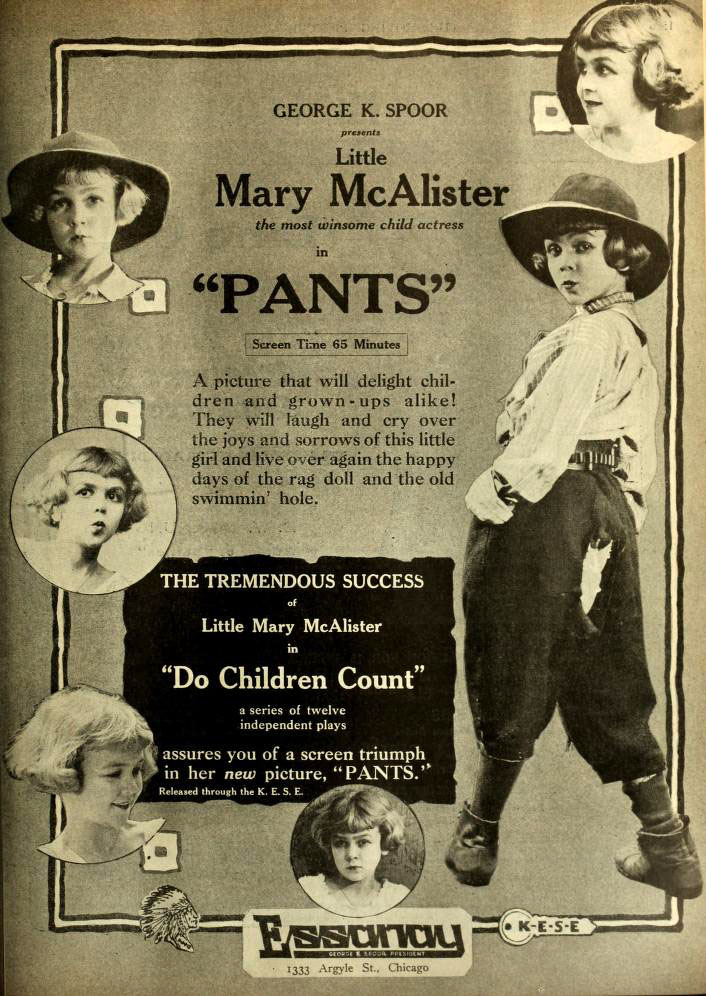
Cartaz do filme Pants (1917), estrelado por McAllister

McAllister nasceu em Los Angeles, Califórnia, e começou a atuar aos 6 anos de idade, ao lado de Edna Mayo e William Burns no filme de 1915 Despair, pelo Essanay Studios. Como atriz infantil, ficou conhecida como "the First Baby Star of the Films", e atuou em 36 filmes até os 18 anos de idade. Ficou mais conhecida por seu papel no filme Sadie Goes to Heaven, ao lado de Russell McDermott e Jenny St. George, sendo esse o primeiro e único filme de St. George. Fez o seriado Ace of Spades (1925), ao lado do William Desmond, pela Universal Pictures.
Em 1927 Mary foi uma das treze garotas a fazer parte das "WAMPAS Baby Stars", ao lado de Sally Phipps, Martha Sleeper e Frances Lee, entre outras. The WAMPAS Baby Stars foi uma campanha promocional, patrocinada pela United States Western Association of Motion Picture Advertisers, uma associação de anunciantes de cinema, que homenageava treze (quatorze em 1932) jovens mulheres a cada ano, as quais eles acreditavam estarem no limiar do estrelato cinematográfico. Elas foram selecionadas a partir de 1922, até 1934, e eram premiadas anualmente e homenageadas em uma festa chamada WAMPAS Frolic.
Em 1928, atuou em quatro filmes, entre eles Loves of an Actress, estrelado por Pola Negri. Em 1929 sua carreira diminuiu e não fez nenhum filme. Com o advento do cinema sonoro, não teve muito sucesso, e fez apenas um pequeno papel coadjuvante no filme de 1930 On the Level, estrelado por Victor McLaglen, além de um pequeno papel não-creditado em Madam Satan, seu último filme. Sua carreira acabou aos 21 anos, e foi morar em Del Mar, onde viveu até sua morte.

## Vida pessoal e morte
Morreu em 1º de maio de 1991, aos 81 anos, foi cremada e suas cinzas espargidas pela família.

## Filmografia parcial

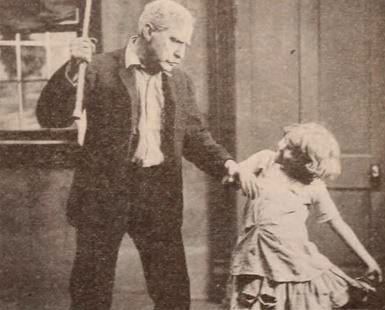
Cena de The Little White Girl (1917), com McAllister ao lado de John Cossar, o décimo filme da série Do Children Count? (1917)

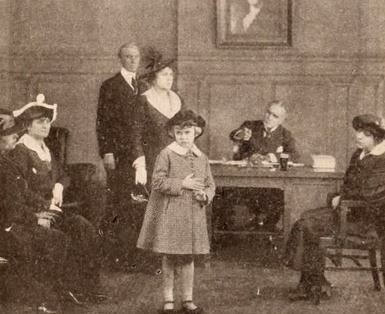
Cena de When Sorrow Weeps (1917), o sétimo filme da série Do Children Count? (1917)

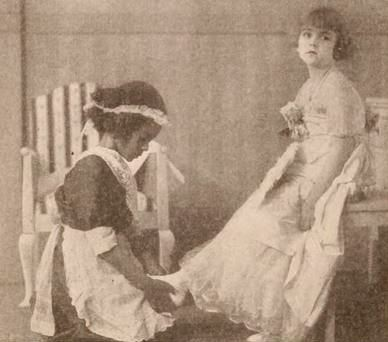
Cena de The Bridge of Fancy (1917), o 11º filme da série Do Children Count? (1917)

- Despair (1915)
- Pants (1917)
- On Trial (1917)
- The Little Missionary (1917)
- Young Mother Hubbard (1917)
- The Kill-Joy (1917)
- Sadie Goes to Heaven (1917)
- The Bridge of Fancy (1917)
- The Little White Girl (1917)
- When Sorrow Weeps (1917)
- Half a Chance (1920)
- Ashes of Vengeance (1923)
- The Measure of a Man (1924)
- All’s Swell On the Ocean (1924)[5]
- Ace of Spades (1925)
- A Roaring Adventure (1925)
- The Red Rider (1925)
- The Waning Sex (1926)
- One Minute to Play (1926)
- The Man in the Shadow (1926)
- The Sap (1926)[6]
- The Midnight Watch (1927)
- Singed (1927)
- Wickedness Preferred (1928)
- The Devil's Skipper (1928)
- Loves of An Actress (1928)
- On the Level (1930)
- Madam Satan (1930)